# Episodi di Sailor Moon S
Lista degli episodi di Sailor Moon S (美少女戦士セーラームーン Ｓ?, Bishōjo senshi Sērā Mūn S), terza serie dell'omonimo anime, trasposizione animata dei capitoli dal 27 al 38 del manga di Naoko Takeuchi. È stata trasmessa in Giappone su TV Asahi dal 19 marzo 1994 al 25 febbraio 1995.
In Italia il cartone animato è stato mandato in onda su Rete 4 dal 5 febbraio al 20 marzo 1996 con il titolo Sailor Moon e il cristallo del cuore.
La serie ricopre il terzo arco narrativo del manga, Infinity (Mugen in originale giapponese) termine che indica la scuola (chiamata nel doppiaggio italiano "Istituto Mugen" e "Accademia Infinity" nella seconda edizione italiana del manga) in cui i nemici di questa stagione hanno la propria base.
La sigla originale di apertura è Moonlight densetsu (ムーンライト伝説? lett. "La leggenda della luce lunare") di Moon Lips, mentre quella di chiusura è Tuxedo Mirage (タキシード・ミラージュ?) di Peach Hips.
La sigla italiana "Sailor Moon e il cristallo del cuore" è cantata da Cristina D'Avena.

## Lista episodi
| Nº       | Titolo italiano Giapponese 「Kanji」 - Rōmaji - Traduzione letterale | In onda           | In onda          |
| Nº       | Titolo italiano Giapponese 「Kanji」 - Rōmaji - Traduzione letterale | Giapponese        | Italiano         |
| 1 (90)   | L'inizio di una nuova battaglia 「地球崩壊の予感？謎の新戦士出現」 - Chikyū hōkai no yokan? Nazo no shin senshi shutsugen – "Premonizione della fine del mondo? Appaiono delle misteriose nuove guerriere" | 19 marzo 1994     | 5 febbraio 1996  |
| 1 (90)   | Le ragazze si ritrovano al santuario per studiare tutte insieme e cercare di recuperare il tempo sottratto allo studio a causa di tutte le battaglie, ma la solita Usagi si addormenta sui libri, e come lei anche Rei che farà un incubo in cui appare un nemico non identificato che distruggerà la Terra e ucciderà le guerriere Sailor. Intanto uno scienziato dal volto non riconoscibile, di cui vengono mostrati i soli occhiali e una silhouette nera, sta infatti progettando di conquistare la Terra, e con la collaborazione della sua assistente Kaolinite e sfruttando delle uova di Demone, da lui create. Le uova di Demone vengono inviate da Kaolinite verso l'obiettivo stabilito ed esse, unendosi con un oggetto di proprietà dell'obiettivo, darà vita a un Demone con le peculiarità dell'oggetto a cui si è unito. Il Demone ha l'obiettivo di rubare il cuore puro dell'obiettivo al fine di trovare 3 talismani che una volta uniti faranno apparire il Sacro Graal (Sacro Calice nell'adattamento italiano, che negli episodi successivi verrà chiamato "Coppa Lunare"), grazie al quale chiunque lo possegga avrà il potere di dominare il mondo. Il primo uovo si unisce proprio in un albero del santuario del nonno di Rei, e non appena la ragazza lo sfiora, un demone si scatena contro di lei per rubarle il suo cuore puro. Inutile sarà l'intervento delle guerriere: Sailor Moon viene immobilizzata e con un morso il demone ruba l'energia della spilla, facendole sciogliere la trasformazione e quindi i poteri. Però nell'ombra appaiono due figure misteriose, che sconfiggono il mostro e restituiscono il cuore puro a Rei una volta accertato che lì non vi è alcun talismano. |                   |                  |
| 2 (91)   | Un nuovo scettro 「愛のロッド誕生！うさぎの新変身」 - Ai no roddo tanjō! Usagi no shin henshin – "Uno scettro nato dall'amore! La nuova trasformazione di Usagi" | 26 marzo 1994     | 6 febbraio 1996  |
| 2 (91)   | Usagi è preoccupata perché la sua spilla ha perso il potere magico: il cristallo d'argento non brilla più e lei non riesce a trasformarsi. Su consiglio di Luna, la ragazza ne parla con Mamoru per cercare una soluzione, e, visto il malumore di Usagi, Mamoru la porta in una casa abbandonata per mostrarle tutti i piccoli gattini che la abitano, e cercare così di tirarle su il morale. Qui incontrano una bambina che si prende cura di tutti quei micini e stringono amicizia con lei. Il dottor Tomoe, intanto, ha individuato in questa bambina un possibile cuore puro, e invia un demone a cercare in lei il talismano. Un pomeriggio, mentre anche Usagi e le sue amiche sono alla casa dei gattini, il demone attacca la bambina e purtroppo, nonostante i loro sforzi, le guerriere non riescono a contrastarlo, vista anche l'impossibilità di Usagi di trasformarsi in Sailor Moon. Ad un certo punto fanno di nuovo la loro comparsa le due figure della volta precedente, che colpiscono il demone e si impossessano del cristallo del cuore della bambina, tuttavia, dato che anche qua non c'è il talismano, lo restituiscono alla proprietaria. Il demone però non è ancora sconfitto, le guerriere chiedono aiuto alle due ragazze ma queste rispondono che non è nei loro interessi aiutarle e combattere insieme i nemici. La loro unica missione è quella di trovare i talismani, e così si allontanano. Nella lotta Tuxedo Kamen cerca di proteggere Usagi, ma viene ferito, e invita la ragazza a scappare e mettersi in salvo. Usagi non ha però nessuna intenzione di abbandonare le sue amiche e il suo ragazzo: anche se non è più in grado di trasformarsi in paladina della giustizia, vuole combattere per difenderli, e nel momento in cui i due si danno la mano, si sprigiona una forte luce, dalla quale apparirà il Grande Scettro Lunare; il Cristallo d'argento acquisisce una nuova luce e la spilla di Usagi cambia forma. Con il nuovo potere, Usagi riuscirà a trasformarsi e a usare un nuovo potere, che sconfiggerà il demone e salverà quindi la bambina. |                   |                  |
| 3 (92)   | Ragazzo o ragazza!? / Arriva Heles 「素敵な美少年？天王はるかの秘密」 - Sutekina bishōnen? Ten'ō Haruka no himitsu – "Un bellissimo ragazzo!? Il segreto di Haruka Ten'ou" | 16 aprile 1994    | 7 febbraio 1996  |
| 4 (93)   | Il concerto 「うさぎの憧れ！優美な天才みちる」 - Usagi no akogare! Yūbina tensai Michiru – "L'idolo di Usagi! La graziosa geniale Michiru" | 23 aprile 1994    | 8 febbraio 1996  |
| 5 (94)   | Il primo bacio 「純な心を守れ！敵味方三つ巴乱戦」 - Pyua na kokoro wo mamore! Teki mikata mitsudomoe ransen – "Proteggere i cuori puri! Nemici e alleati in una triangolare battaglia" | 30 aprile 1994    | 9 febbraio 1996  |
| 6 (95)   | La coppia del cuore 「恋のおたすけはムーンにおまかせ」 - Koi no otasuke wa Mūn ni omakase – "Gli aiuti in amore lasciateli a Moon" | 7 maggio 1994     | 12 febbraio 1996 |
| 7 (96)   | Morea è in pericolo 「冷酷なウラヌス？まことのピンチ」 - Reikokuna Uranusu? Makoto no pinchi – "Uranus crudele? Il pericolo di Makoto" | 14 maggio 1994    | 13 febbraio 1996 |
| 8 (97)   | In gara con se stessa 「水のラビリンス！ねらわれた亜美」 - Mizu no rabirinsu! Nerawareta Ami – "Labirinto d'acqua! Ami presa di mira" | 21 maggio 1994    | 14 febbraio 1996 |
| 9 (98)   | La trappola 「友達を救え！ムーンウラヌス連合」 - Tomodachi o sukue! Mūn Uranusu rengō – "Salviamo gli amici! Moon e Uranus si alleano" | 28 maggio 1994    | 15 febbraio 1996 |
| 10 (99)  | La gelosia 「男の優しさ！雄一郎、レイに失恋？」 - Otoko no yasashisa! Yūichirō, Rei ni shitsuren? – "La gentilezza di un uomo! Yuuichirou, il cuore infranto da Rei?" | 18 giugno 1994    | 16 febbraio 1996 |
| 11 (100) | La pallavolo 「Ｓ戦士をやめたい！？美奈子の悩み」 - Sērā senshi o yametai!? Minako no nayami – "Vuole abbandonare le guerriere Sailor!? Le perplessità di Minako" | 25 giugno 1994    | 17 febbraio 1996 |
| 12 (101) | Le scarpette di cristallo (prima parte) 「うさぎ涙！誕生日にガラスの靴を」 - Usagi namida! Tanjōbi ni garasu no kutsu o – "Le lacrime di Usagi! Scarpette di vetro per il suo compleanno" | 2 luglio 1994     | 19 febbraio 1996 |
| 13 (102) | Le scarpette di cristallo (seconda parte) 「奪われた純な心！うさぎ絶体絶命」 - Ubawareta pyua na kokoro! Usagi zettaizetsumei – "Il cuore puro rubato! La situazione disperata di Usagi" | 16 luglio 1994    | 20 febbraio 1996 |
| 14 (103) | Chibiusa piccola guerriera 「やって来たちっちゃな少女戦士」 - Yattekita chitchana bishōjo senshi – "Arriva la piccola graziosa guerriera" | 6 agosto 1994     | 21 febbraio 1996 |
| 15 (104) | Cercasi amici 「友達を求めて！ちびムーンの活躍」 - Tomodachi o motomete! ChibiMūn no katsuyaku – "Cercando amici! Le azioni di ChibiMoon" | 20 agosto 1994    | 22 febbraio 1996 |
| 16 (105) | Uniti si vince 「力が欲しい！まこちゃんの迷い道」 - Pawā ga hoshii! Mako-chan no mayoi michi – "Voglio il potere! Il sentiero confuso di Mako" | 27 agosto 1994    | 23 febbraio 1996 |
| 17 (106) | Le due guerriere 「運命のきずな！ウラヌスの遠い日」 - Unmei no kizuna! Uranusu no tōi hi – "Il legame del destino! I lontani giorni di Uranus" | 3 settembre 1994  | 24 febbraio 1996 |
| 18 (107) | Il piccolo artista 「芸術は愛の爆発！ちびうさの初恋」 - Geijutsu wa ai no bakuhatsu! Chibiusa no hatsukoi – "L'arte è un'esplosione d'amore! Il primo amore di Chibiusa" | 10 settembre 1994 | 26 febbraio 1996 |
| 19 (108) | A tempo di valzer 「うさぎのダンスはワルツに乗って」 - Usagi no dansu wa warutsu ni notte – "Il ballo di Usagi è a tempo di valzer" | 17 settembre 1994 | 27 febbraio 1996 |
| 20 (109) | Giù la maschera 「衝撃の刻！明かされた互いの正体」 - Shōgeki no toki! Akasareta tagai no shōtai – "Il momento scioccante! Rivelate le identità reciproche" | 24 settembre 1994 | 28 febbraio 1996 |
| 21 (110) | La tragedia 「ウラヌス達の死？タリスマン出現」 - Uranusu-tachi no shi? Tarisuman shutsugen – "La morte di Uranus e Neptune? La comparsa dei Talismani" | 15 ottobre 1994   | 29 febbraio 1996 |
| 22 (111) | La Coppa Lunare 「聖杯の神秘な力！ムーン二段変身」 - Seihai no shinpina chikara! Mūn nidan henshin – "Il misterioso potere del Calice Sacro! La seconda fase della trasformazione di Moon" | 22 ottobre 1994   | 1º marzo 1996    |
| 23 (112) | Una nuova amica 「真の救世主は誰？光と影のカオス」 - Shin no Meshia wa dare? Hikari to kage no kaosu – "Chi è il vero Messia? Caos di luce e ombra" | 5 novembre 1994   | 2 marzo 1996     |
| 24 (113) | Una ragazza misteriosa 「妖気漂う家！美少女ほたるの秘密」 - Yōki tadayō ie! Bishōjo Hotaru no himitsu – "La casa dall'energia magica! Il segreto della bellissima Hotaru" | 12 novembre 1994  | 4 marzo 1996     |
| 25 (114) | L'audizione 「アイドル大好き！悩めるミメット」 - Aidoru daisuki! Nayameru Mimetto – "Adoro gli idol! Mimete assediata" | 19 novembre 1994  | 5 marzo 1996     |
| 26 (115) | L'ombra del silenzio 「沈黙の影！？あわき蛍火のゆらめき」 - Chinmoku no kage!? Awaki hotarubi no yurameki – "L'ombra del silenzio!? La pallida luce di una lucciola" | 26 novembre 1994  | 6 marzo 1996     |
| 27 (116) | La grandinata 「嵐のち晴れ！ほたるに捧げる友情」 - Arashi nochi hare! Hotaru ni sasageru yūjō – "Calma dopo la tempesta! Una amicizia sincera per Hotaru" | 3 dicembre 1994   | 7 marzo 1996     |
| 28 (117) | Il salto in alto 「より高くより強く！うさぎの応援」 - Yori takaku yori tsuyoku! Usagi no ōen – "Molto più in alto, molto più forte! L'incoraggiamento di Usagi" | 10 dicembre 1994  | 8 marzo 1996     |
| 29 (118) | Nello spazio 「魔空の戦い！セーラー戦士の賭け」 - Makū no tatakai! Sērā senshi no kake – "Battaglia nella dimensione demoniaca! La scommessa delle guerriere Sailor" | 17 dicembre 1994  | 9 marzo 1996     |
| 30 (119) | Sailor Saturn 「沈黙のメシア覚せい？運命の星々」 - Chinmoku no Meshia kakusei? Unmei no hoshiboshi – "La ripresa del Messia? Le stelle del destino" | 24 dicembre 1994  | 11 marzo 1996    |
| 31 (120) | La scuola dei misteri 「異次元からの侵略！無限学園の謎」 - Ijigen kara no shinryaku! Mugen Gakuen no nazo – "Invasione da una dimensione alternativa! I misteri dell'Istituto Mugen" | 7 gennaio 1995    | 12 marzo 1996    |
| 32 (121) | Una nuova tattica 「心を奪う妖花！第三の魔女テルル」 - Kokoro o ubau yōka! Daisan no majo Teruru – "Un fiore misterioso che ruba i cuori! La terza strega Tellu" | 14 gennaio 1995   | 13 marzo 1996    |
| 33 (122) | Il test nazionale 「愛を信じて！亜美、心優しき戦士」 - Ai o shinjite! Ami, kokoro yasashiki senshi – "Credi nell'amore! Ami, la guerriera di buon cuore" | 21 gennaio 1995   | 14 marzo 1996    |
| 34 (123) | Il risveglio 「破滅の影！沈黙のメシアの目覚め」 - Hametsu no kage! Chinmoku no Meshia no mezame – "L'ombra della rovina! Il risveglio del Messia del Silenzio" | 28 gennaio 1995   | 15 marzo 1996    |
| 35 (124) | La Despota 9 「迫り来る闇の恐怖！苦戦の８戦士」 - Semari kuru yami no kyōfu! Kusen no 8 senshi – "Paura dell'oscurità che si avvicina! Le 8 guerriere in lotta" | 4 febbraio 1995   | 16 marzo 1996    |
| 36 (125) | Il Faraone 90 「輝く流星！サターンそして救世主」 - Kagayaku ryūsei! Satān soshite Meshia – "Una scintillante stella cadente! Saturn e poi il Messia" | 11 febbraio 1995  | 18 marzo 1996    |
| 37 (126) | Una nuova vita 「新しき生命！運命の星々別離の時」 - Atarashiki seimei! Unmei no hoshiboshi betsuri no toki – "Una nuova vita! Il tempo degli addii per le stelle del destino" | 18 febbraio 1995  | 19 marzo 1996    |
| 38 (127) | La festa di addio 「戦士の自覚！強さは純な心の中に」 - Senshi no jikaku! Tsuyosa wa pyua na kokoro no naka ni – "La consapevolezza di una guerriera! La forza è dentro un cuore puro" | 25 febbraio 1995  | 20 marzo 1996    |